# Nintendo World Championships
Nintendo World Championships são uma série de competições de jogos eletrônicos, patrocinada pela Nintendo.
A competição foi lançada em 1990 e percorreu 29 cidades dos Estados Unidos. O nome do campeonato se baseia em seu cartucho personalizado para Nintendo Entertainment System, considerado o cartucho de NES mais valioso e mais raro que existe. No dia 14 de junho de 2015, a segunda edição dos Nintendo World Championships ocorreu no 25º aniversário do campeonato como parte da cobertura da Nintendo na E3 de 2015.
A Nintendo lançou o NES Remix 2 em 2014, apresentando o Nintendo World Championships Remix, que utiliza emulação e quadros de líderes online para encorajar competitividade pública.

## 1990
A primeira edição dos Nintendo World Championships ocorreu entre os dias 8 e 11 de março de 1990 no Fair Park's Automobile Building, em Dallas, Texas, e posteriormente realizou 29 campeonatos municipais pelo território norte-americano. Jogadores de três grupos etários separados (sub-11, entre 12-17, e acima de 18) competiram por três dias. Os dois maiores pontuadores então competiram pelo título de campeão municipal. Os finalistas receberam um troféu, US$250, e uma viagem para dois para as finais mundiais no Universal Studios Hollywood em Los Angeles, Califórnia. Os perdedores ganharam um Power Pad e um Game Boy da Nintendo.
As finais mundiais ocorreram entre 7 e 9 de dezembro de 1990, foram conduzidas de forma similar aos campeonatos municipais, e ocorreram no Star Trek Theater, atual Shrek 4-D, do Universal Studios Hollywood. Lá, os contestantes jogaram um cartucho especial para Nintendo Entertainment System. O cartucho continha três minigames personalizados baseados nos populares títulos Super Mario Bros., Rad Racer, e Tetris. O objetivo era conseguir uma alta pontuação de acordo com uma fórmula cumulativa personalizada de pontuação em todos os jogos, dentro de um tempo limite total de 6 minutos e 21 segundos.
Três títulos de campeão mundial de 1990 foram dados. Jeff Hansen venceu na categoria sub-11, Thor Aackerlund venceu na categoria entre 12-17, e Robert Whiteman venceu na categoria acima de 18.
Não houve competição oficial para coroar um vencedor único. No entanto, após o fim das competições houve uma disputa informal entre os três vencedores, com Aackerlund assumindo a 1ª posição, Hansen na 2ª, e Whiteman na 3ª.
O vencedor em cada categoria etária recebeu US$10.000, um novo Geo Metro conversível, modelo 1990, uma televisão de 40 polegadas, e um troféu do Mario revestido em ouro. Os perdedores em cada categoria receberam US$1.000 e um troféu do Mario prateado.
Thor Aackerlund mais tarde passou a ser o porta-voz oficial da Camerica Corporation, então competidora direta da Nintendo, imediatamente após vencer nos Nintendo World Championships. Jeff Hansen representou os Estados Unidos no Japão para vencer o título de campeão mundial em Tóquio, e outra vez em Las Vegas durante uma revanche com o campeão japonês, Yuichi Suyama.

### Cartucho
As competições dos Nintendo World Championships se baseavam em um cartucho de NES personalizado do mesmo nome. 90 cópias desse cartucho existem na forma do cartucho oficial cinza, dado a finalistas após a conclusão das competições. Outras 26 cópias existem na forma dourada, similares ao cartucho de The Legend of Zelda, e foram entregues como prêmios em um concurso separado realizado pela revista Nintendo Power.
O cartucho Nintendo World Championships é considerado o cartucho de NES mais valioso em existência e também um dos mais raros, com colecionadores e caridades tendo pago mais de US$15.000 por cópia. Pat Contri, colecionador de jogos também conhecido como Pat the NES Punk, é notável por possuir uma cópia dourada e uma cinza. 

## 2015
Em 13 de maio de 2015, a Nintendo anunciou o retorno dos Nintendo World Championships no aniversário de 25 anos do campeonato, como parte da cobertura da empresa na E3 de 2015. Competições qualificativas começaram no dia 30 de maio em oito estabelecimentos da Best Buy pelos Estados Unidos. Em cada estabelecimento, participantes competiam pelo maior placar em Ultimate NES Remix. Os vencedores em cada um desses oito estabelecimentos, mais outros oito jogadores convidados pela Nintendo, participaram como contestantes no evento final.
O evento final do campeonato foi transmitido online de Los Angeles em 14 de junho de 2015. Os jogos qualificados foram Splatoon (Wii U), The Legend of Zelda (NES), Metroid Prime: Federation Force (3DS), Super Metroid (SNES), Mario Kart 8 (Wii U), Balloon Fight (NES), e Super Mario Bros. (Wii U). O concurso final consistia em estágios personalizados dentro de Super Mario Maker, que ainda não havia sido lançado na época, jogado pelos dois finalistas: John Numbers e a speedrunner profissional Narcissa Wright. Um jogador era vendado enquanto o outro jogava, alternando entre os dois. Depois, os dois correram simultaneamente no último estágio, onde John Numbers venceu o título de campeão. O site GamesRadar disse que Numbers demonstrou "mestria impulsiva" dos estágios "demoníacos", "sádicos", "malignos", e "completamente esquisitos" do Super Mario Maker. Shigeru Miyamoto fez uma aparição surpresa para apresentar o troféu ao vencedor, e um New Nintendo 3DS XL autografado a cada um dos dois finalistas.

## Recepção
Em 2015, o site GamesRadar sumarizou que "o auge de Super Mario Maker terminou os campeonatos da Nintendo em um tom retrô perfeito". O participante Joshua Ovenshire do Smosh Games disse que os Nintendo World Championships deveriam ser "um marco de toda E3", sumarizando que "fiz parte da história da Nintendo. É aí que está toda a mágica."